# Andrij Denyskin
Andrij Wałerijowycz Denyskin, ukr. Андрій Валерійович Денискін (ur. 14 lipca 1998 w Kijowie) – ukraiński hokeista, reprezentant Ukrainy.

## Kariera
- Compete Hockey Academy Elite 15 (2013-2014)
- Compete Hockey Academy Varsity (2013-2014)
- Biłyj Bars Biała Cerkiew (2015/2016)
- Biłyj Bars Biała Cerkiew U20 (2015/2016)
- Hampton Roads Whalers (2016-2017)
- Brookings Blizzard (2017/2018)
- Donbas Donieck (2018-2018)
- CSA Steaua Bukareszt (2019-2020)
- HK Krzemieńczuk (2020-2021)
- Re-Plast Unia Oświęcim (2022-2024)
- KH Energa Toruń (2024-)

Przez kilka lat rozwijał karierę w juniorskich ligach w Stanach Zjednoczonych: CSSHL, USPHL Elite, 	NAHL. W trakcie sezonu 2017/2018 wrócił na Ukrainę i grał w barwach Donbasu Donieck. W 2019 został zaangażowany przez rumuński klub Steaua Bukareszt. Sezon 2019/2020 dokończył w HK Krzemieńczuk i tam występował do 2022. Na początku sezonu UHL 2021/2022 za gesty o podłożu rasistowskim wykonane przez niego 26 września 2021 podczas meczu wobec czarnoskórego Amerykanina Jalena Smerecka (Donbas) został zawieszony przez Federację Hokeja Ukrainy na 13 spotkań. W odniesieniu do tej samej sprawy 22 lutego 2022 decyzją IIHF został zdyskwalifikowany na okres 1 roku. W połowie sierpnia 2022 potwierdzono jego transfer do zespołu Re-Plast Unia Oświęcim w Polskiej Hokej Lidze. W październiku 2024 przeszedł do KH Energa Toruń.
W barwach juniorskich reprezentacji Ukrainy uczestniczył w turniejach mistrzostw świata juniorów do lat 18 edycji 2015, 2016 (Dywizja IB), mistrzostw świata juniorów do lat 20 edycji 2017, 2018 (Dywizja IB). W barwach seniorskiej reprezentacji Ukrainy uczestniczył w turnieju mistrzostw świata edycji 2023, 2024 (Dywizja IB), 2025 (Dywizja IA).

## Sukcesy
Reprezentacyjne
- Awans do MŚ Dywizji I Grupy A: 2024

Klubowe
- Złoty medal mistrzostw Ukrainy: 2018, 2019 z Donbasem Donieck, 2020 z HK Krzemieńczuk
- Brązowy medal mistrzostw Ukrainy: 2021 z HK Krzemieńczuk
- Finał Pucharu Polski: 2022 z Tauron Re-Plast Unia Oświęcim
- Brązowy medal mistrzostw Polski: 2023 z Unią Oświęcim
- Złoty medal mistrzostw Polski: 2024 z Unią Oświęcim

Indywidualne
- Mistrzostwa świata do lat 18 w hokeju na lodzie mężczyzn 2016/I Dywizja#Grupa B:
  - Czwarte miejsce w klasyfikacji strzelców turnieju: 4 gole[7]
  - Czwarte miejsce w klasyfikacji asystentów turnieju: 5 asyst[8]
  - Drugie miejsce w klasyfikacji kanadyjskiej turnieju: 9 punktów[9]
  - Pierwsze miejsce w klasyfikacji +/- turnieju: +10[10]
  - Najlepszy zawodnik reprezentacji w turnieju[11]
- Liga rumuńska (2019/2020):
  - Pierwsze miejsce w klasyfikacji strzelców w sezonie zasadniczym: 39 goli
- Ukraińska Hokejowa Liga (2017/2018):
  - Czwarte miejsce w klasyfikacji strzelców w fazie play-off: 5 goli[12]
  - Drugie miejsce w klasyfikacji asystentów w fazie play-off: 8 asyst[13]
  - Drugie miejsce w klasyfikacji kanadyjskiej w fazie play-off: 13 punktów[14]
  - Drugie miejsce w klasyfikacji +/- w fazie play-off: +10[15]
- Ukraińska Hokejowa Liga (2019/2020):
  - Pierwsze miejsce w klasyfikacji strzelców w fazie play-off: 9 goli[16]
  - Drugie miejsce w klasyfikacji asystentów w fazie play-off: 8 asyst[17]
  - Pierwsze miejsce w klasyfikacji kanadyjskiej w fazie play-off: 17 punktów[18]
  - Pierwsze miejsce w klasyfikacji +/- w fazie play-off: +15[19]
  - Najbardziej Wartościowy Zawodnik (MVP) w fazie play-off[20]
- Ukraińska Hokejowa Liga (2020/2021):
  - Drugie miejsce w klasyfikacji strzelców w sezonie zasadniczym: 31 goli[21]
  - Czwarte miejsce w klasyfikacji asystentów w sezonie zasadniczym: 26 asyst[22]
  - Drugie miejsce w klasyfikacji kanadyjskiej w sezonie zasadniczym: 57 punktów[23]
  - Drugie miejsce w klasyfikacji +/- w sezonie zasadniczym: +41[24]
  - Najlepszy napastnik sezonu[25]
- Mistrzostwa Świata w Hokeju na Lodzie 2024 (I Dywizja)#Grupa B:
  - Czwarte miejsce w klasyfikacji strzelców turnieju: 4 gole[26]
  - Szóste miejsce w klasyfikacji kanadyjskiej turnieju: 6 punktów[27]
  - Piąte miejsce w klasyfikacji +/- turnieju: +7[28]
- Mistrzostwa Świata w Hokeju na Lodzie 2025 (I Dywizja)#Grupa A:
  - Czwarte miejsce w klasyfikacji strzelców turnieju: 3 gole[29]
  - Pierwsze miejsce w klasyfikacji asystentów turnieju: 6 asyst[30]
  - Pierwsze miejsce w klasyfikacji kanadyjskiej turnieju: 9 punktów[31]
  - Pierwsze miejsce w klasyfikacji +/- turnieju: +8[32]